# Paranormal Activity 3
Paranormal Activity 3 è un film del 2011 diretto da Ariel Schulman e Henry Joost. 
Pellicola in stile falso documentario, è il prequel dei precedenti film Paranormal Activity e Paranormal Activity 2.

## Trama
Nel 2005, Katie porta alcune scatole piene di vecchie videocassette a sua sorella incinta Kristi e suo marito Daniel. Un anno dopo la casa dei coniugi viene messa a soqquadro e le cassette spariscono.
Nel 1988 le giovani Katie e Kristi vivono con la loro madre Julie e il nuovo compagno di quest'ultima, Dennis. La piccola Kristi ha un amico immaginario che lei chiama Toby. Una notte, Dennis e Julie pensano di fare sesso filmandosi con una videocamera, ma, prima che comincino, avviene un forte terremoto che scuote la casa; i due corrono a prendere le bambine, ma la videocamera lasciata accesa mostra che della calce caduta dal soffitto rivela una figura invisibile in piedi accanto al letto. Dennis, poco dopo, se ne accorge e il suo amico e collega Randy gli suggerisce di installare delle videocamere in camera sua e delle bambine, per osservare avvenimenti simili; in seguito mette anche una telecamera al posto del ventilatore, per riprendere ciò che succede in cucina e in salotto. Così si scopre che Kristi, la notte, si alza spesso di nascosto per conversare con Toby mostrando anche comportamenti strani come correre al piano di sotto per salire sui tavoli.
Gli avvenimenti strani continuano: Katie viene chiusa in uno stanzino proprio da Toby, dopo che ha preso in giro Kristi per via del suo amico immaginario, e la baby sitter delle bambine, controllandole mentre dormono, viene spintonata da qualcosa di invisibile. Quella stessa notte Kristi dice a Toby di non voler più essere sua amica. Il giorno dopo, Dennis scopre nello stanzino in cui viene spesso chiuso Toby degli strani simboli presenti anche su un libro di demonologia; subito dopo, lui e Julie portano Kristi da un medico in quanto ha la febbre alta e lasciano Katie con Randy. La bambina suggerisce all'uomo di fare il gioco di Bloody Mary davanti allo specchio del bagno per vedere se appare il fantasma. In seguito a ciò, una strana presenza graffia Randy sull'addome e manda all'aria la stanza delle bambine. Al ritorno dei genitori, Randy se ne va dicendo a Dennis che deve raccontare tutto alla moglie, in quanto lei non era ancora a conoscenza della presenza nella casa. L'uomo cerca di spiegare la situazione a Julie, ma lei si rifiuta di credergli e anche di vedere i filmati. Allo stesso tempo, Toby strattona i capelli di Katie e Julie ordina a Dennis di togliere l'attrezzatura per filmare il giorno dopo.
Quella notte il demone si scatena, facendo volare dappertutto la mobilia delle bambine e trascinando ovunque Katie. La madre continua a non credere alla storia, finché qualcosa fa fluttuare gli oggetti della cucina per poi schiantarglieli davanti. La famiglia, così, si fa ospitare da Lois, la nonna materna. Quella notte, sentendo dei rumori davanti a casa, Julie scende al piano di sotto e non fa ritorno nella camera da letto. Dennis va a cercarla ma non trova nessuno; continuando a vagare, scopre che i vari quadri appesi alle pareti nascondono dei simboli occulti, incluso quello nella stanza dove veniva rinchiuso Toby: Lois è in realtà una strega, ora incontratasi con altre vecchie. Scappando da loro, Dennis si rende conto che hanno ucciso Julie e circondato la casa. Tenta di fuggire con Kristi, mentre Katie viene momentaneamente posseduta. Subito dopo, Lois fa uccidere Dennis dal demone, spezzandogli la colonna vertebrale. In seguito, la donna prende con sé le bambine dicendo loro di prepararsi ad andarsene di casa.

## Produzione
La Paramount Pictures a metà luglio 2011 ha pubblicato il primo trailer.

## Distribuzione
- USA, 21 ottobre 2011
- Italia, 21 ottobre 2011

## Accoglienza

### Incassi
Nei primi 3 giorni dall'uscita internazionale della pellicola, il film ha guadagnato la somma di 80 milioni di dollari, di cui 54 nei soli Stati Uniti (superato di molto il guadagno dopo 3 giorni del predecessore di 42 milioni). Due giorni dopo Halloween, gli incassi del film arrivano a 137 milioni di dollari (83 milioni negli USA/Canada, 54 negli altri territori).

## Sequel
Il 19 ottobre 2012 è uscito nelle sale americane e poi il 22 novembre 2012 in quelle italiane, il sequel, Paranormal Activity 4, primo dei sequel a seguire cronologicamente gli avvenimenti del primo film della serie e a non costituirne un prequel.

## Ordine dei film
Ordine cronologico:
1. Paranormal Activity
2. Paranormal Activity 2
3. Paranormal Activity 3
4. Paranormal Activity 4
5. Il segnato
6. Paranormal Activity - Dimensione fantasma

Ordine temporale:
1. Paranormal Activity 3
2. Paranormal Activity 2
3. Paranormal Activity
4. Paranormal Activity 4
5. Il segnato
6. Paranormal Activity - Dimensione fantasma